# تورو دوسلدورف
تورو دوسلدورف (بالألمانية: TuRU Düsseldorf)‏ هو نادي كرة قدم ألماني تأسس في 1919، ويلعب في Oberliga Niederrhein ‏.

## وصلات خارجية
- الموقع الرسمي